# クリスティーネ・シェーファー
クリスティーネ・シェーファー（Christine Schäfer、1965年3月3日 - ）は、ドイツのソプラノ歌手。
西ドイツ（当時）のフランクフルトに生まれる。1984年から1991年までベルリン芸術大学に在籍し、イングリット・フィグールとアリベルト・ライマンに師事した。またアーリーン・オジェーやディートリヒ・フィッシャー＝ディースカウのマスタークラスにも出席した。
1992年に学業を終えると、インスブルック歌劇場にデビューした。翌1993年にはサンフランシスコにおいて『ばらの騎士』のゾフィー役を歌って米国デビューを果たした。1995年にはザルツブルク祝祭週間においてベルクの『ルル』のタイトルロールを演じて大絶賛を博し、後にルル役でメトロポリタン歌劇場やグラインドボーン音楽祭にも出演した。その他の著名な役柄に、ドロットニングホルム宮廷劇場における『アルチーナ』のタイトルロールや、パレ・ガルニエにおける『ドン・ジョヴァンニ』のドンナ・アンナ役がある。 
レパートリーはバロック・オペラから現代音楽まで幅広く、バッハのカンタータやモーツァルトのオペラ、シェーンベルクの『月に憑かれたピエロ』、ブーレーズの『プリ・スロン・プリ』などがある。また、歌曲の代表的な録音に、シューベルトの『冬の旅』やシューマンのリート集、ショーソンやドビュッシーのメロディ集がある。
夫は映画監督のオリヴァー・ヘルマン（2003年9月に40歳で逝去）。2002年に第一子を出産した。